# Neal Schon
Neal Joseph Schon (* 27. února 1954) je americký kytarista, známý jako člen skupiny Journey a je jediný člen skupiny, který hrál na všech jejich albech. Během své kariéry spolupracoval s řadou dalších hudebníků, mezi které patří například Jan Hammer, Joe Cocker či Jimmy Barnes.

## Život
Narodil se na Tinkerově letecké základně a na kytaru se začal učit ve věku pěti let. V letech 1971 až 1972 byl členem skupiny Santana vedené mexickým kytaristou Carlosem Santanou; se skupinou nahrál alba Santana (1971) a Caravanserai (1972). Nedlouho po svém odchodu založil skupinu Journey, se kterou do roku 2011 vydal celkem čtrnáct studiových alb. V roce 1981 se spojil s hudebníkem Janem Hammerem a pod hlavičkou projektu Schon & Hammer s ním vydal album Untold Passion. Duo vydalo své druhé album s názvem Here to Stay roku 1983, ale žádné další společné aktivity již nenásledovaly. Od roku 1989, vedle aktivit své domovské skupiny Journey, vydává rovněž sólová alba; po prvním Late Nite jich vyšlo dalších sedm – poslední So U pochází z roku 2014. Roku 1997 nahrál společné album s několika dalšími bývalými členy skupiny Santana nazvané Abraxas Pool. V roce 2013 byl uveden do Oklahoma Music Hall of Fame.

## Sólová diskografie
- Late Nite (1989)
- Beyond the Thunder (1995)
- Electric World (1997)
- Piranha Blues (1998)
- Voice (2001)
- I on U (2005)
- The Calling (2012)
- So U (2014)